# Przemysław Neumann
Przemysław Neumann (ur. 1979 w Poznaniu) – polski dyrygent.
Uczęszczał do Poznańskiej Szkoły Chóralnej Jerzego Kurczewskiego oraz Państwowej Szkoły Muzycznej II stopnia im. Fryderyka Chopina w Poznaniu. Studiował dyrygenturę symfoniczno-operową w klasie Jerzego Salwarowskiego i Antoniego Grefa na Akademii Muzycznej w Poznaniu.
W 2009 roku uzyskał stopień doktora nauk muzycznych w dyscyplinie dyrygentura na Akademii Muzycznej im. Feliksa Nowowiejskiego w Bydgoszczy. Tematem jego rozprawy doktorskiej były Problemy wykonawcze i interpretacyjne partii wokalnych w operetce "Wiedeńska krew" Johanna Staussa. Stopień doktora habilitowanego nauk muzycznych uzyskał w 2017 roku na Uniwersytecie Muzycznym Fryderyka Chopina.
W czasie studiów rozpoczął współpracę z Teatrem Muzycznym w Poznaniu, gdzie był dyrygentem i kierownikiem orkiestry. Współpracował też Teatrem Wielkim im. Stanisława Moniuszki w Poznaniu oraz Teatrem Muzycznym w Gliwicach. W 2015 roku został dyrektorem Filharmonii Opolskiej, a w 2022 - kierownikiem muzycznym Opery Śląskiej w Bytomiu. 1 września 2024 został dyrektorem Filharmonii im. Mieczysława Karłowicza w Szczecinie.
Nagrany w 2021 roku trzypłytowy album Witold Maliszewski „Dzieła symfoniczne” w wykonaniu orkiestry Filharmonii Opolskiej pod kierownictwem Przemysława Neumanna został nominowany do nagrody Fryderyka w 2022 roku.